# Fortifications de Mouzon
Les fortifications de Mouzon correspondent aux vestiges des fortifications qui entouraient la ville de Mouzon, en France, pour la partie la plus ancienne de cette ville.

## Description
La porte de Bourgogne est l'élément le plus ancien de ce qui subsiste aujourd'hui des fortifications. Au sein de cette porte, la tour carrée surplombant les remparts est l'élément initial et date du début du XIIIe siècle. Côté ville, ses angles sont renforcés de quatre contreforts imposants. La porte est percée à sa base d'une passage voutée. En hauteur, elle est divisée en trois niveaux. Les salles de surveillance sont dotées de petites fenêtres côté cité médiévale et de cinq archères de l'autre côté, des archères disposées en quinconce.  Une des salles est équipée d'une cheminée. Côté campagne, une niche gothique domine le passage voutée, avec des ajouts du XIXe siècle : peinture bleu, festons de tôle, tablette de bois, vitres. À l'intérieur de cette niche, la vierge à l'enfant est du XIXe siècle également. Au XVIIe siècle, entre 1638 et 1641, un bastion, puis une escarpe et une contre-escarpe ont été mis en place côté extérieur à la cité médiévale pour renforcer cette entrée et tenir compte des perfectionnements de l'artillerie. Du bastion collé à l'extérieur de la tour carrée subsiste essentiellement un flanc et ses salles d'artillerie.
La grosse tour, destinée à l'artillerie, a été édifiée vers 1510. Sur la base de ces vestiges, on estime qu'il s'agissait d'une construction de 24 mètres de diamètre, munie de murs de 8 mètres d’épaisseur, avec des chambres de tir abritant des canons.Les salles intérieures étaient voûtées d’ogives. L’ensemble était surmonté d’une terrasse permettant le déplacement des canons, et d’une guette, d’où un guetteur surveillait les alentours. La partie basse de cette grosse tour subsiste. Son plan était en fer à cheval et une rampe permettait d'accéder au rempart de la partie basse de la tour. 
De la tour Couaillote, également tour d'artillerie, ne subsistent que les assises inférieures. La tour Saint-Jérôme  est entièrement remblayée.

## Localisation
Les fortifications enserraient la cité médiévale, soit la partie ancienne de la ville actuelle de Mouzon, dans le département français des Ardennes. La cité médiévale était le prolongement d'un village plus ancien encore, construit à la croisée de la Meuse et de l’ancienne voie romaine conduisant de Reims à Trèves.

## Historique

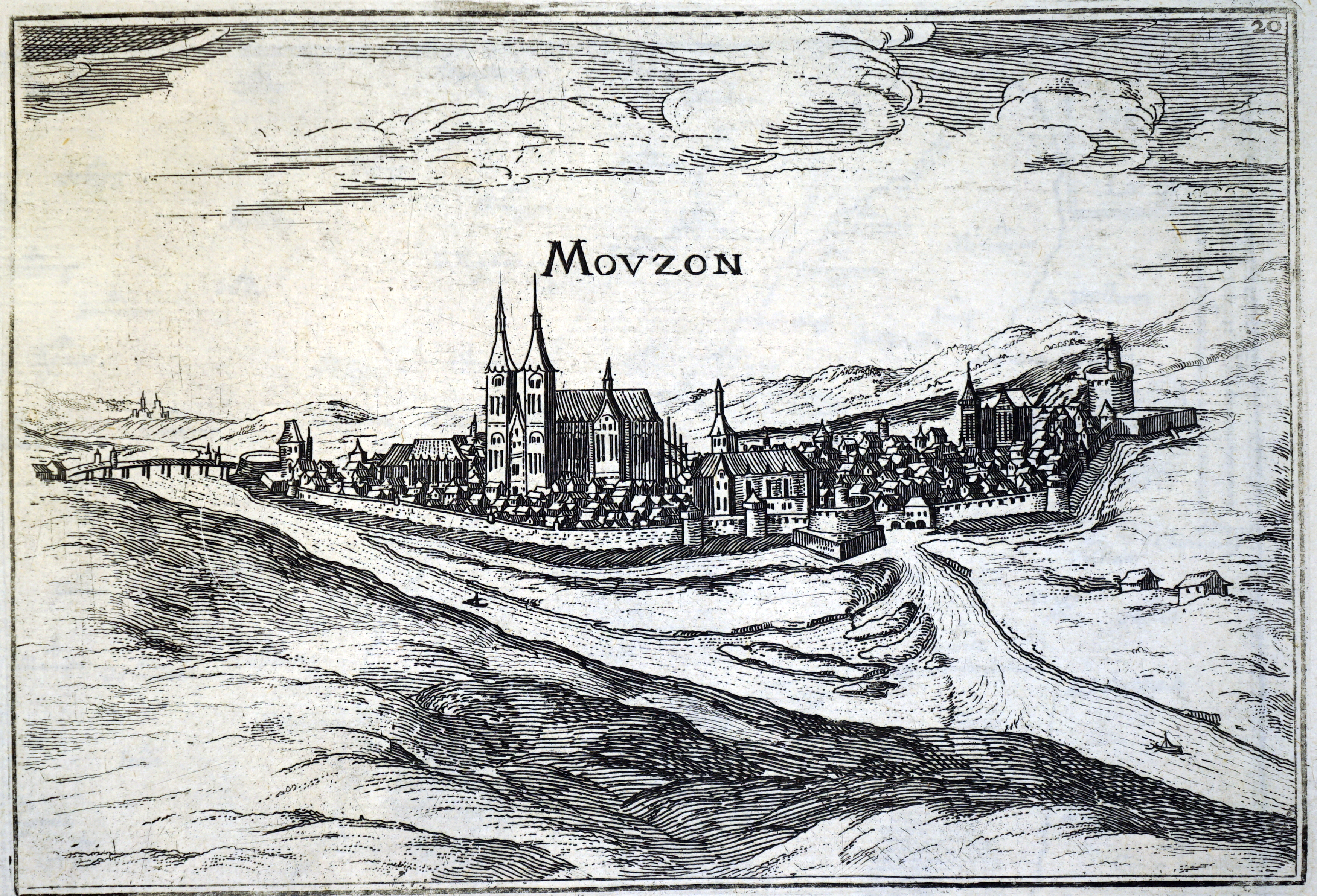
FIn XVIe, début XVIIe.

Des travaux rue de la Mothe ont mis en exergue des vestiges d'un mur d'enceinte du IXe – XIe siècles, antérieur à ces fortifications. Celles-ci sont datées généralement de la fin du XIIe ou début du XIIIe, et leur construction est probablement contemporaine de celle de l'abbatiale. Elles sont en partie réagencées et surtout adaptées à l'artillerie par la mise en place de bastions et par l'épaississement des murs dans la seconde moitié  du XVIe et le début du siècle suivant. La place est plusieurs fois assiégée. Les troupes espagnoles s'en emparent notamment en 1650, et les troupes françaises commandées par Turenne, la reprennent en 1653. Elle est démantelée quelques décennies plus tard.
L'édifice est inscrit au titre des monuments historiques en 1926 et 2000.
La porte et les remparts furent en partie restaurés entre 1986 et 1989 par les bénévoles de l'association Chantiers histoire et architecture médiévales (C.H.A.M).